# Herman Mignon
Herman Mignon (ur. 21 marca 1951 w Ninove) – belgijski lekkoatleta specjalizujący się w biegach średniodystansowych, dwukrotny uczestnik letnich igrzysk olimpijskich: w Monachium (1972) oraz Montrealu (1976).

## Sukcesy sportowe
- mistrz Belgii w biegu na 800 m – 1972
- dwukrotny mistrz Belgii w biegu na 1500 m – 1972, 1973[1]

| Rok  | Miasto    | Zawody                      | Konkurencja    | Wynik         |
| ---- | --------- | --------------------------- | -------------- | ------------- |
| 1970 | Paryż     | mistrzostwa Europy juniorów | bieg na 3000 m | złoty medal   |
| 1972 | Monachium | letnie igrzyska olimpijskie | bieg na 1500 m | 6. miejsce    |
| 1972 | Grenoble  | halowe mistrzostwa Europy   | bieg na 1500 m | 8. miejsce    |
| 1973 | Rotterdam | halowe mistrzostwa Europy   | bieg na 1500 m | srebrny medal |
| 1976 | Monachium | halowe mistrzostwa Europy   | bieg na 1500 m | 4. miejsce    |

## Rekordy życiowe
- bieg na 800 metrów – 1:46,8 – Ateny 19/07/1973
- bieg na 1000 metrów – 2:18,4 – Bruksela 14/09/1976
- bieg na 1500 metrów – 3:37,82 – Sztokholm 10/08/1976
- bieg na 3000 metrów – 7:47,95 – Kolonia 01/09/1976
- bieg na 5000 metrów – 13:43,4 – Bruksela 23/09/1976
- bieg na 1500 metrów (hala) – 3:43,16 – Rotterdam 11/03/1973